# Juan Ignacio de la Carrera Yturgoyen
Don Ignacio de Carrera Yturgoyen, en euskera Juan Ignazio Karrera Iturgoien, nacido un 31 de julio de 1620 en Alegría de Oria, País Vasco, fallecido el 27 de marzo de 1682, Santiago) fue un político español.
Genearca de la Familia Carrera, familia que tuvo una destacada participación pública durante el siglo XIX, principalmente durante la Independencia de Chile. Venido a Chile desembarcó en Ciudad de La Concepción del Nuevo Extremo el 4 de abril de 1639 .
Fue Gobernador Real de Chiloé entre 1650 y 1653, Maestre de Campo General del Real Ejército 1656, 1668; Encomendero de Malloa y Peteroa 26 de marzo de 1656 (vacante por muerte de Luis Jufré); fundador de un fuerte en Repocura 1666; Caballero de la Orden de Alcántara 1663; Gobernador de las Armas del Reino 1663, 1669; Corregidor de Santiago en 1655 durante el Gran Alzamiento; Gobernador de Valdivia 1671-1673, alcalde de Santiago en 1676.
Casado con Catalina de Elguea y Cáceres (tataranieta del judeoconverso Diego García de Cáceres) tuvo diez hijos, entre ellos, Miguel de la Carrera, ancestro de los hermanos Carrera y Mariana de la Carrera Elguea tronco común de la familia Montt. Además tuvo otros tres hijos naturales.